# Eurysquilloides sibogae
Eurysquilloides sibogae is een bidsprinkhaankreeftensoort uit de familie van de Eurysquillidae. De wetenschappelijke naam van de soort is voor het eerst geldig gepubliceerd in 1926 door Hansen.